# Franco de Friburgo
El franco fue la moneda del cantón suizo de Friburgo  entre 1798 y 1850. Se subdividía en 10 Batzen, cada  Batzen se fraccionaba en 4 Kreuzer o 10 Rappen.

## Historia
El franco suizo era la moneda de la República Helvética desde 1798. Pero este país paralizó la acuñación de su moneda en 1803. En esa situación, este cantón comenzó a acuñar sus propias monedas entre 1806 y 1836. En 1850, el franco suizo fue reintroducido, a una tasa de cambio de 1 ½ de francos suizos = 1 Franco de Friburgo.

## Monedas
Se acuñaron, en vellón, monedas en denominaciones de 2½ (llamada también Kreuzer) y 5 Rappen, ½ y 1 Batzen, lo mismo se hizo con monedas de 5 y 10 y Batzen y 4 Francos, produciéndose todas en plata.